# Zacharias Kniller

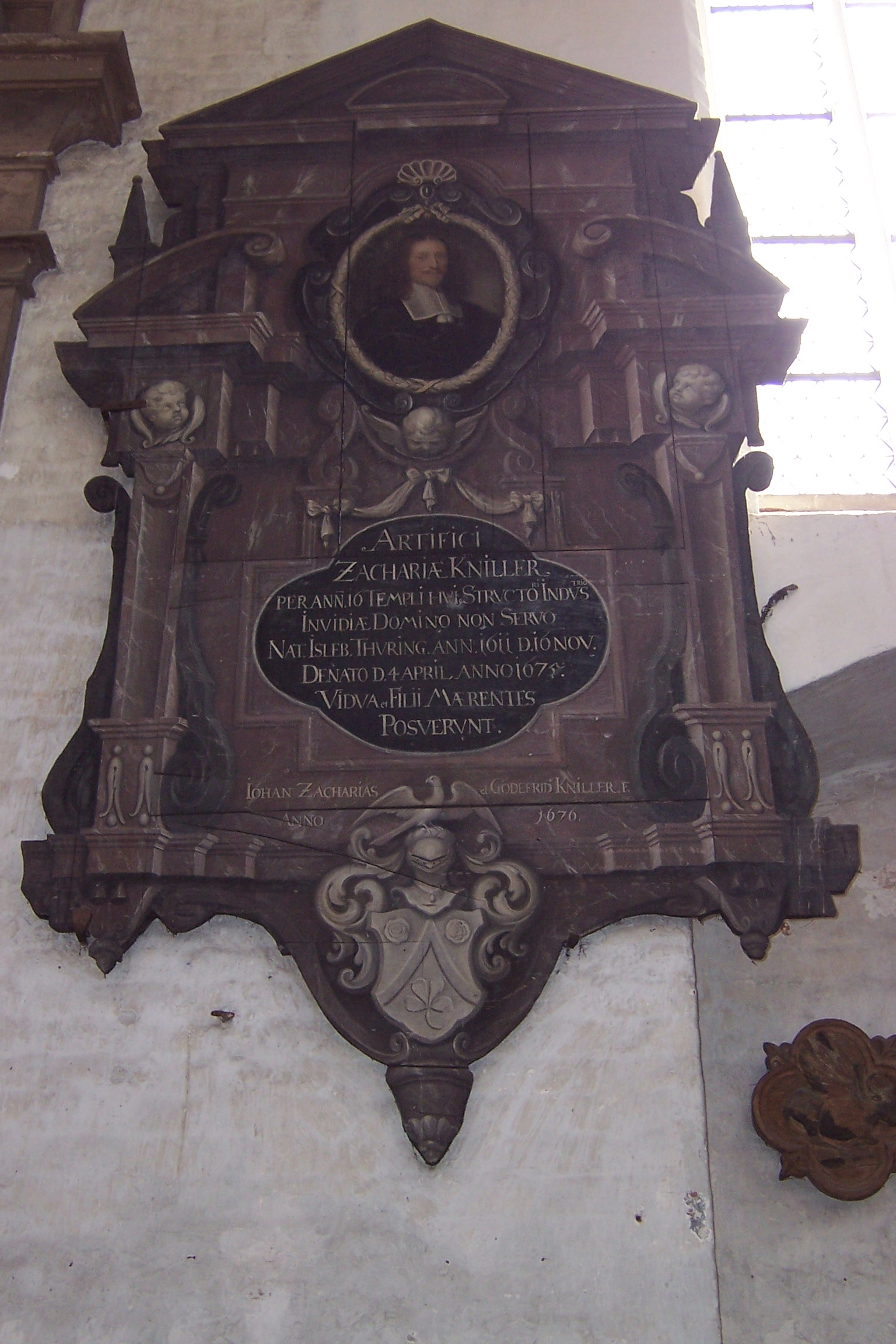
Epitaph Kniller in der Lübecker Katharinenkirche

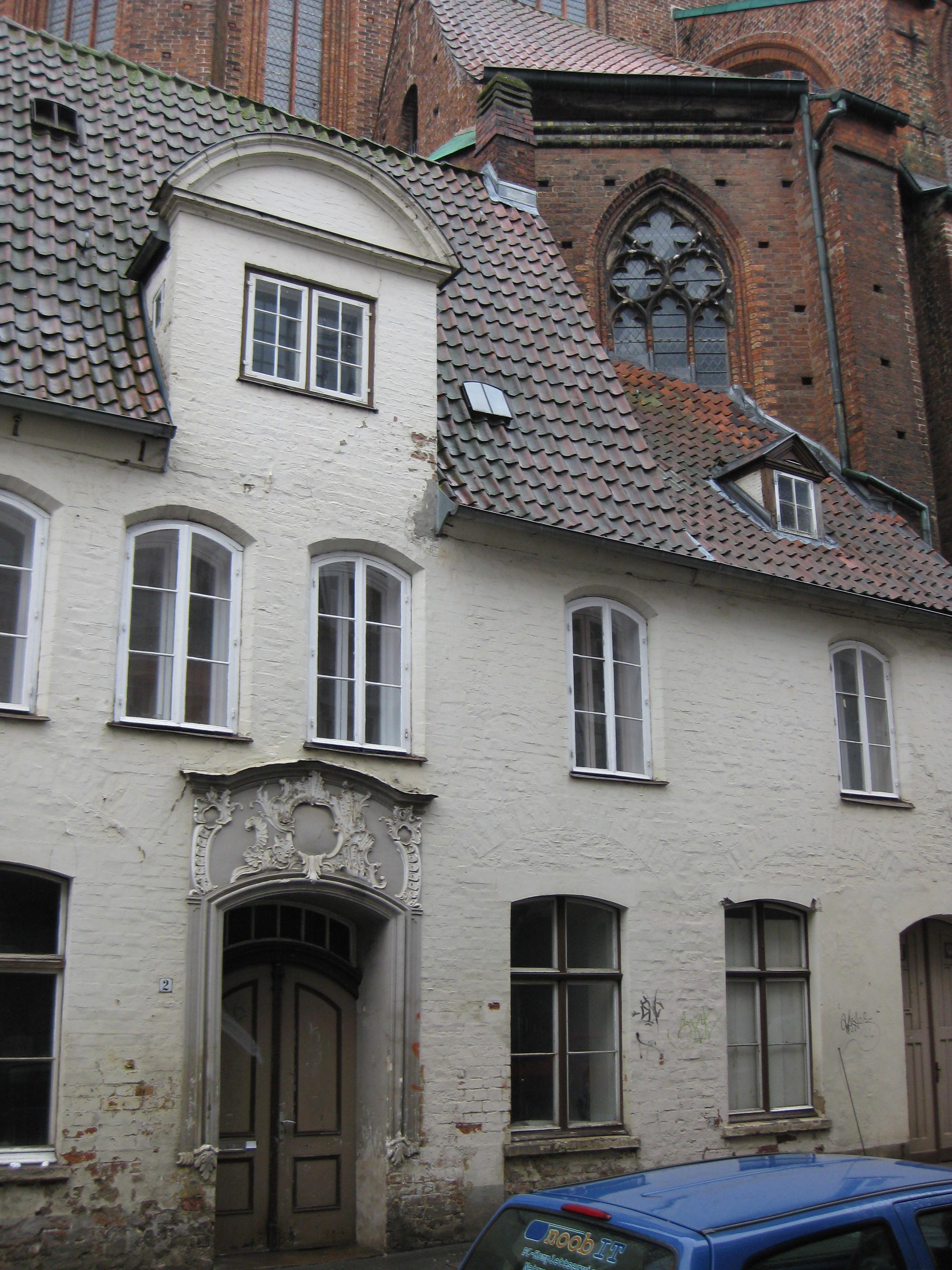
Werkmeisterhaus an der Katharinenkirche

Zacharias Kniller (* 16. November 1611 in Eisleben; † 4. April 1675 in Lübeck) war ein deutscher Porträtmaler.

## Leben
Kniller war der Sohn eines Gutsbesitzers in der Gegend von Halle (Saale), der zugleich Bergwerksinspektor und Steuereinnehmer der Grafen Mansfeld war. Er studierte an der Universität Leipzig Architektur und Mathematik und soll als Artillerist tätig gewesen sein. Er lebte eine Zeit lang in Schweden, wo er die Gunst der Königin Marie Eleonore, der Witwe Gustav Adolfs, genoss. Nach ihrem Tod siedelte er nach Lübeck über und wurde 1659 Werkmeister der Katharinenkirche. Er war ein gefragter Porträtmaler des Lübecker Patriziats; eine Reihe Porträts von seiner Hand sind erhalten. Aus seiner 1639 geschlossenen Ehe mit Lucia Beuten, der Tochter eines Lübecker Ratsmusikanten, stammten vier Söhne, von denen drei künstlerische Bedeutung erlangten: Johann Zacharias Kneller (1644–1702) und Gottfried Kniller/Godfrey Kneller (1646–1723) als Maler sowie Andreas Kneller (1649–1724) als Komponist der norddeutschen Orgelschule.
Zacharias Kniller wurde in St. Katharinen begraben, wo ihm seine Söhne ein Jahr nach seinem Tode ein von Gottfried und Johann Zacharias eigenhändig gemaltes Epitaph im südlichen Seitenschiff setzten.

## Werke
- Adam Helms, Petrikirche (1942 verbrannt)
- Anton Köhler, im St.-Annen-Museum Lübeck als Bestandteil der Köhlerschen Ahnengalerie
- Johann Kirchmann, Marienkirche (1942 verbrannt) und Stadtbibliothek (Lübeck)
- Jürgen Pavels, für die Stadtbibliothek (Lübeck), heute Bestandteil der Bürgermeistergalerie